# Eriopyga adventa
Eriopyga adventa är en fjärilsart som beskrevs av Max Wilhelm Karl Draudt 1924. Eriopyga adventa ingår i släktet Eriopyga och familjen nattflyn. Inga underarter finns listade i Catalogue of Life.